# Königin-Luise-Stiftung
Die Königin-Luise-Stiftung umfasst drei staatlich anerkannte Schulen in freier Trägerschaft (Privatschule) und ein Internat in Berlin-Dahlem. Sie gehen auf Gründungen des 19. Jahrhunderts zurück.
Die gemeinnützige Königin-Luise-Stiftung ist selbst Träger der Schulen (Grundschule, Sekundarschule mit gymnasialer Oberstufe, grundständiges Gymnasium) und Mitglied in der Diakonie Berlin-Brandenburg-schlesische Oberlausitz.

## Geschichte
Die Stiftung wurde an Luises erstem Todestag am 19. Juli 1811 unter dem Namen Luisen-Stiftung als Bildungs-Anstalt für weibliche Erzieherinnen gegründet. Zum Andenken an die 1810 verstorbene Königin Luise trägt sie deren Namen. Die Stiftung ist nicht zu verwechseln mit dem bereits 1807 noch zu Lebzeiten Luises gegründeten Luisenstift, einer Erziehungsanstalt für arme Knaben.
Ursprünglich sollten weitere Luisenstiftungen in anderen Städten gegründet werden, was jedoch nicht vom erhofften Erfolg gekrönt war. In Berlin entwickelte sich die Stiftung jedoch weiter. Zu Beginn wurden 25 Schülerinnen von 6 Lehrkräften betreut, 1830 befanden sich darunter bereits 55 Schülerinnen. Für die damalige Zeit war es sehr fortschrittlich, dass überhaupt und dann noch für Mädchen Leibesübungen und sogar Schwimmen unterrichtet wurden.

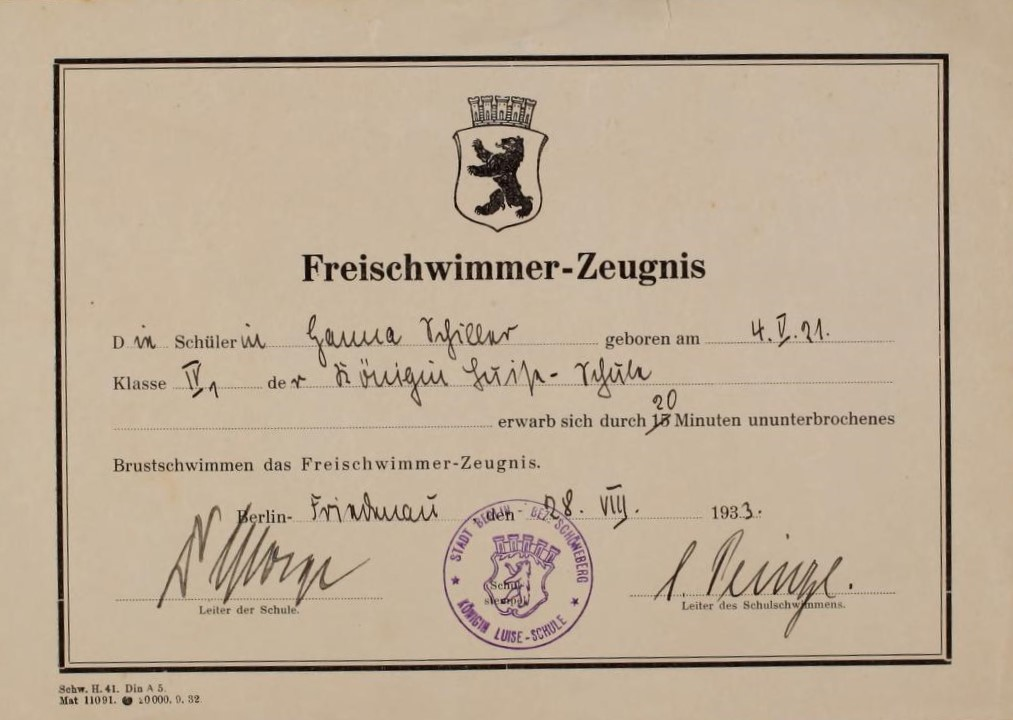
Freischwimmer-Zeugnis für Hanna Schiller (1933)

Mädchen aus bedürftigen Familien und Waisen waren vom Schulgeld in Höhe von 200 Talern pro Jahr befreit.
Zu Beginn war die Luisen-Stiftung im ehemaligen Prinz-Albrecht-Palais des Baron de Vernezobre in der Wilhelm-/Ecke Kochstraße untergebracht, musste aber 1830, nachdem Prinz Albrecht das Palais beanspruchte, umziehen. 1867 bezog die Luisen-Stiftung dann ein von Georg Heinrich Bürde erbautes Haus in der Markgrafenstraße. Am 13. Juni 1907 wurde der Neubau in der Podbielskiallee in Dahlem übergeben, nachdem der frühere Standort in der Markgrafenstraße zu klein geworden war. Im Beisein von Kaiserin Auguste Viktoria erfolgte zu dem Anlass auch die Umbenennung der Stiftung in Königin-Luise-Stiftung.
Seit 1928 ist die Stiftung Oberlyzeum.
Nach dem Zweiten Weltkrieg nutzte die Rote Armee kurzzeitig das wenig zerstörte Objekt, aber bereits am 28. Mai 1945 begann wieder der Lehrbetrieb. Die im amerikanischen Sektor gelegene Schule besuchten bis zum Bau der Berliner Mauer im Jahr 1961 auch Mädchen aus Ost-Berlin und der DDR.
Im Jahr 1953 begann der Aufbau einer Grundschule; seit 1956 ist die Königin-Luise-Stiftung keine reine Mädchenschule mehr (Koedukation). Im Jahr 1982 eröffnete die Realschule, die infolge der Berliner Schulreform seit dem Jahr 2011 zur Integrierten Sekundarschule wurde.

## Die Schule heute
Heute besteht die Königin-Luise-Stiftung aus drei Schulen: einer Grundschule, einer Integrierten Sekundarschule mit gymnasialer Oberstufe  sowie einem grundständigen Gymnasium. Weiterhin gehört zur Königin-Luise-Stiftung auch ein Internat, das Schüler aller Jahrgangsstufen aufnimmt, bis zu 56 der insgesamt knapp 900 Schülerinnen und Schüler sind so genannte Interne. Alle Schulen, wie auch das Internat sind auf dem Campus an der Podbielskiallee in Berlin-Dahlem untergebracht.
Im Grundschulbereich werden neben den regulären Klassen auch zwei Montessoriklassen angeboten.
Die 5. und 6. Klasse des Gymnasiums sind zweizügig, die 7. bis 10. Klasse des Gymnasiums und der Sekundarschule sind dreizügig. Der Übergang auf das Gymnasium kann bereits nach der 4. Klasse erfolgen, da das Gymnasium der Königin-Luise-Stiftung grundständig aufgebaut ist. Die Klassenfrequenzen der Schulen liegen bei ca. 20 Schülern. Die Königin-Luise-Stiftung bietet neben allen anderen Abschlüssen das Abitur in 12 und in 13 Jahren an.
Die rund 120 Schülerinnen und Schüler umfassende Gymnasiale Oberstufe ist u. a. geprägt durch ein Fächerangebot, das auch Kunst- und Politikwissenschaft-Leistungskurse, Zusatzkurse wie Textproduktion, Film und die Fächer Wirtschaftswissenschaften und Philosophie beinhaltet.
Das Leitbild der Schulen lautet „Selbst Sein – Miteinander – Weiterkommen“. Es verweist nach Aussagen der Schulleitung auf den Geist des gemeinsamen Lernens, der Durchlässigkeit der verschiedenen Schularten und den Qualitätsgedanken der über 200 Jahre alten Stiftung.
Das Schulgeld wird einkommensabhängig erhoben und beträgt derzeit (Stand um 2020) 100 bis 355 Euro monatlich, wobei es auch völlige Schulgeldbefreiungen geben kann. Auf Antrag werden Geschwister-Ermäßigungen erteilt.
Der Abiturdurchschnitt lag z. B. 2017 mit 2,2 für das Gymnasium (ISS:2,8) besser als der Berliner Schnitt. Die Bestehens-Quote für Abschlüsse durch Internatsschüler ist traditionell sehr hoch.
Die Arbeit in der Stiftung wird durch ein sozialpädagogisches Netzwerk und eine Schulstation (Schuloase) unterstützt.

## Projekte
Die Königin-Luise-Stiftung ist UNESCO-Projektschule und engagiert sich auf vielfältige Weise.
Schüler- und Elternschaft sowie das Kollegium unterstützen z. B. das Unterrichtsprojekt Perspektiven auf Syrien, das u. a. den Unterricht für viele syrische Kinder durch ausgebildete Lehrerinnen in einem Flüchtlingsdorf in der Türkei fördert. Es findet reger Austausch mit einer Partnerschule in Frankreich statt und das Trialog-Projekt bringt junge Menschen aus Deutschland, Polen und Israel zusammen. Seit 2017 entwickelt sich eine Partnerschaft zu einer Schule auf Borneo, mit der unterschiedlichste Projekte gemeinsam, vorwiegend über digitale Kontakte, bearbeitet werden sollen.
Im Rahmen des Wahlpflichtunterrichts im Fach Ethik/Religion wird in der Jahrgangsstufe 8 schulübergreifend das Projekt Verantwortung durchgeführt. Es fördert, unterstützt durch die Initiativen jungbewegt der Bertelsmann-Stiftung, ehrenamtliches Engagement von Schülerinnen und Schülern. Diese Schüler übernehmen im Rahmen eines Praktikums im 2. Halbjahr u. a. Aufgaben in Altenheimen oder anderen karitativen Einrichtungen.
Im Wettbewerb Jugend trainiert für Olympia erreichte das Golfteam der KLS im Jahr 2017 den sechsten Platz des Bundesfinales.

## Ehemalige Schulangehörige

### Lehrkräfte und Administration
- Charlotte Friederike Elisabeth von Hagen (* 1853–?), Stiftungsvorsteherin
- Johann Ernst Theodor Janke (1781–1841), Theologe, Beamter, Autor
- Margarete Kurlbaum-Siebert, (1874–1938), Schriftstellerin, Kunsthistorikerin
- Karl Wilhelm Kortüm (1787–1859), preußischer Schulbeamter
- Hedwig Thöne (1887–1962), Lehrerin und Politikerin (DVP)
- Ernst Vits (1868–1939), Hausgeistlicher
- Berndt Wachter (1921–1998), Lehrer und Archäologe
- Mathilde Wendt (1838–1927), Musiklehrerin

### Schüler
- Minu Barati (* 1975), Filmproduzentin
- Richard Böhringer (* 1980),  Filmregisseur, Filmproduzent, Kameramann
- Helene, Mathilde, Laura und Clara von Ehrenberg, Töchter Christian Gottfried Ehrenbergs (1795–1876)
- Alice von Gaudy (1863–1929), Schriftstellerin
- Clementine Helm (1825–1896), Schriftstellerin
- Klaus Herlitz (* 1947), Unternehmer
- Paul Herwig (* 1970), Schauspieler
- Marie-Luise Jahn (1918–2010), Widerstandskämpferin
- Margarete Kurlbaum-Siebert (1874–1938), Schriftstellerin
- Julie Schumann, verh. Walch, Pianistin und Klavierlehrerin (Enkelin Clara Schumanns)
- Aris Pehlivanian (Sira) (* 2000), Musikproduzent
- Raúl Richter (* 1987), Schauspieler
- Bettina Röhl (* 1962), Journalistin
- Mike Zobrys (* 1981), Filmschauspieler
- Helmut Zühlke (* 1948), Chirurg